# Go Oiwa
Go Oiwa (Prefectura de Shizuoka, Japó, 23 de juny de 1972) és un exfutbolista japonès. Va disputar 3 partits amb la selecció japonesa.